# Gruta do Tanque
A Gruta do Tanque localiza-se na freguesia dos Biscoitos, concelho da Praia da Vitória, na ilha Terceira, nos Açores.

## Descrição
É uma formação geológica bastante extensa, apresentando 305,85 metros de comprimento total divididos por vários túneis. 

## Características
Esta formação geológica é resultante de um tubo lávico com origem nos vulcões localizados no interior da ilha, e foi descoberta pela Associação Espelogica “Os Montanheiros” no inicio de 2012, depois de vários trabalhos em campo realizados na zona da freguesia dos Biscoitos, onde: “foram descobertas várias aberturas que potencialmente poderiam ser entradas de novas cavidades vulcânicas”.
Esta formação geológica tem três aberturas para o exterior, facto que tem, ao longo dos séculos permitido a entrada de alguma lama e humidade para a cavidade.
Devido às várias ramificações do tubo lávico principal e das ramificações que saem deste em outras direções, bem como outros tubos lávicos sobrepostos que possui apresenta uma extensão total de 305, metros ao longo dos quis é possível encontra vários géneros de formações, destacando-se entre estas, “diversos Espeleotemas, como lavas aa e pahoehoe, levées, estalactites lávicas e pequenos depósitos de sílica”. “as raízes que pendem no seu interior ajudam a alimentar alguns artrópodes que foram observados e, nalguns pontos do teto, surgem bolores amarelos e brancos”. 